# Stadion Pamir
Stadion Pamir to wielofunkcyjny stadion w Duszanbe w Tadżykistanie. Jest obecnie używany głównie dla meczów piłki nożnej. Stadion posiada obecnie 24 000 miejsc, wszystkie są siedzące. Jest obecnie przebudowywany do pomieszczenia 30 000 osób. Jest obecnie macierzystą areną reprezentacji Tadżykistanu w piłce nożnej.